# إيستبورن
إيستبورن، هي مدينة كبيرة تقع في مقاطعة شرق ساسكس، على الساحل الجنوبي لإنجلترا. تُعرف إيستبورن بأنّها أكثر مكان مشمس في بريطانيا. تقع مدينة إيستبورن في محافظة ساسكس East Sussex الشرقية، في جنوب شرقي إنجلترا ، على القناة الإنجليزية، التي تفصل بين بريطانيا وبقية الدول الأوروبية؛ وذلك عند تقاطع دائرة العرض 50 درجة و 46 دقيقة شمالاً مع خط الطول 16 دقيقة شرقًا. وتبعد 86 كم إلى الجنوب من مدينة لندن، وحوالي 30 كم إلى الشرق من مدينة برايتون . ويقطن مدينة إستبورن أكثر من 94 ألف نسمة، حسب تعداد عام 1991م. (أُنظر خريطة المملكة المتحدة)
وقد أخذت مدينة إستبورن مكانة سياحية مهمة، بعدما مدت إليها سكة الحديد من مدينة لويس، في الأربعينيات من القرن التاسع عشر؛ ومن ثم أقام أمير ديفونشاير السابع وليام كافيندش منتجعًا فيها، ونظرًا لأن هذا المشروع ساهم في إحياء المدينة وتنشيط الحركة بها، فقد خلّد ذكر الأمير بإقامة منتزه ديفونشاير، وحمامات ديوفونشاير، وميدان ديفونشاير، الذي ينتصب به تمثال الأمير وليام كافيندش. وقد ساعد على ازدهار المدينة كمنتجع سياحي، ومركز جذب للمتقاعدين جمال شواطئها، التي تحفّها أمواج البحر في التلال الطباشيرية، ذات اللون الأبيض، التي يطلق عليها الدونز الجنوبية، حيث تقف جروف الطباشير العالية على الساحل الرملي الأبيض، خاصة في منطقة البيتشي هيد في غربي المدينة، بالإضافة إلى مناخها المعتدل.
ويوجد بالمدينة معرض ومتحف تاونر للفنون ومركز سكال رايل موديل، الذي يقدم ألعابًا مائية شيقة للأطفال، ومتحف البضائع، الذي يزخر بالهدايا القديمة، ومركز تراث إيستبورن، ومنتزه الأخوات السبع، على الساحل ذي الجروف الشاهقة.

## المناخ
يظهر الجدول التالي التغييرات المناخية على مدار السنة لإيستبورن:
| البيانات المناخية لـإيستبورن                         | البيانات المناخية لـإيستبورن | البيانات المناخية لـإيستبورن | البيانات المناخية لـإيستبورن | البيانات المناخية لـإيستبورن | البيانات المناخية لـإيستبورن | البيانات المناخية لـإيستبورن | البيانات المناخية لـإيستبورن | البيانات المناخية لـإيستبورن | البيانات المناخية لـإيستبورن | البيانات المناخية لـإيستبورن | البيانات المناخية لـإيستبورن | البيانات المناخية لـإيستبورن | البيانات المناخية لـإيستبورن |
| الشهر                                                | يناير                        | فبراير                       | مارس                         | أبريل                        | مايو                         | يونيو                        | يوليو                        | أغسطس                        | سبتمبر                       | أكتوبر                       | نوفمبر                       | ديسمبر                       | المعدل السنوي                |
| ---------------------------------------------------- | ---------------------------- | ---------------------------- | ---------------------------- | ---------------------------- | ---------------------------- | ---------------------------- | ---------------------------- | ---------------------------- | ---------------------------- | ---------------------------- | ---------------------------- | ---------------------------- | ---------------------------- |
| الدرجة القصوى °م (°ف)                                | 14.8 (58.6)                  | 14.7 (58.5)                  | 16.7 (62.1)                  | 24.0 (75.2)                  | 26.3 (79.3)                  | 29.0 (84.2)                  | 31.6 (88.9)                  | 30.4 (86.7)                  | 26.9 (80.4)                  | 21.4 (70.5)                  | 17.4 (63.3)                  | 15.2 (59.4)                  | 31.6 (88.9)                  |
| متوسط درجة الحرارة الكبرى °م (°ف)                    | 8.1 (46.6)                   | 8.0 (46.4)                   | 10.1 (50.2)                  | 12.6 (54.7)                  | 15.8 (60.4)                  | 18.4 (65.1)                  | 20.6 (69.1)                  | 20.9 (69.6)                  | 18.7 (65.7)                  | 15.3 (59.5)                  | 11.6 (52.9)                  | 8.9 (48.0)                   | 14.1 (57.4)                  |
| متوسط درجة الحرارة الصغرى °م (°ف)                    | 3.8 (38.8)                   | 3.3 (37.9)                   | 4.7 (40.5)                   | 6.3 (43.3)                   | 9.5 (49.1)                   | 12.2 (54.0)                  | 14.6 (58.3)                  | 14.7 (58.5)                  | 12.6 (54.7)                  | 10.0 (50.0)                  | 6.7 (44.1)                   | 4.3 (39.7)                   | 8.6 (47.5)                   |
| أدنى درجة حرارة °م (°ف)                              | −9.7 (14.5)                  | −8.8 (16.2)                  | −6.1 (21.0)                  | −1.7 (28.9)                  | 0.0 (32.0)                   | 3.3 (37.9)                   | 8.3 (46.9)                   | 7.1 (44.8)                   | 5.2 (41.4)                   | 0.1 (32.2)                   | −3.7 (25.3)                  | −7.8 (18.0)                  | −9.7 (14.5)                  |
| الهطول مم (إنش)                                      | 81.0 (3.19)                  | 53.9 (2.12)                  | 58.8 (2.31)                  | 48.7 (1.92)                  | 49.0 (1.93)                  | 47.2 (1.86)                  | 48.9 (1.93)                  | 51.6 (2.03)                  | 64.1 (2.52)                  | 104.9 (4.13)                 | 95.9 (3.78)                  | 90.8 (3.57)                  | 794.7 (31.29)                |
| متوسط الأيام الممطرة (≥ 1.0 mm)                      | 12.4                         | 9.8                          | 9.6                          | 8.4                          | 8.4                          | 7.0                          | 7.4                          | 7.4                          | 8.9                          | 11.9                         | 11.8                         | 12.1                         | 115.1                        |
| ساعات سطوع الشمس الشهرية                             | 70.5                         | 89.7                         | 127.7                        | 198.1                        | 232.8                        | 239.8                        | 253.3                        | 236.7                        | 172.0                        | 124.5                        | 83.7                         | 59.2                         | 1٬887٫9                      |
| المصدر #1: Met Office                                |                              |                              |                              |                              |                              |                              |                              |                              |                              |                              |                              |                              |                              |
| المصدر #2: Royal Dutch Meteorological Institute/KNMI |                              |                              |                              |                              |                              |                              |                              |                              |                              |                              |                              |                              |                              |

## أعلام
- أنجيلا كارتر
- توماس هنري هكسلي
- تيريزا ماي
- فردريك سودي
- رومر غودن
- جون بودكن آدامز
- سيريل سكوت
- بيتر جرانت
- فريدريك هوبكنس
- تشارلز شرينغتون